# Leszek Włodzimierz Biały
Leszek Włodzimierz Biały (sinh ngày 28 tháng 3 năm 1954 tại Bytom) là một nhà văn, dịch giả và nhà ngoại giao người Ba Lan. Kể từ năm 2017 đến nay ông làm đại sứ tại Panama.

## Cuộc đời

### Giáo dục
Leszek Włodzimierz Biały sinh ngày 28 tháng 3 năm 1954 tại Bytom và lớn lên ở Płock. Ông học hết cấp 3 tại Płock. Từ năm 1973 đến 1980, ông nghiên cứu về Tây Ban Nha và lịch sử nghệ thuật tại Đại học Warsaw. Năm 1997, ông trở thành Tiến sĩ, bảo vệ thành công luận án về Pedro Calderón de la Barca.
Ngoài tiếng Ba Lan, Leszek Włodzimierz Biały còn nói được tiếng Anh và tiếng Tây Ban Nha.

### Sự nghiệp
Từ khi tốt nghiệp đến năm 1986, Leszek Włodzimierz Biały làm giảng viên bộ môn nghệ thuật và lịch sử Tây Ban Nha tại Viện Nghiên cứu Iberia và Iberia-Mỹ trực thuộc Đại học Warsaw. Năm 1986, ông bắt đầu làm dịch giả kịch bản cho Nhà hát Mới ở Warsaw. Lúc này, ông cũng đang là một thành viên của Công đoàn Đoàn kết.
Năm 1990, Leszek Włodzimierz Biały bắt đầu sự nghiệp tại Sở ngoại giao. Trong bốn năm tiếp theo, ông làm thư ký thứ nhất tại Đại sứ quán Ba Lan ở Madrid, đảm trách các mối quan hệ văn hóa và khoa học. Từ năm 1998 đến 2003, ông tiếp tục làm việc ở Madrid, nhưng lần này giữ chức vụ phó đại sứ. Khi làm việc tại Bộ Ngoại giao ở Warsaw, Leszek Włodzimierz Biały phụ trách quan hệ với các nước nói tiếng Tây Ban Nha và Bồ Đào Nha. Từ năm 2013 đến 2017, ông làm phó giám đốc của Viện Ba Lan tại Bucharest. Tháng 8 năm 2017, Leszek Włodzimierz Biały được đề cử làm đại sứ của Ba Lan tại Panama. Ông đã trình chứng thư cho tổng thống Juan Carlos Varela vào ngày 24 tháng 10 năm 2017. Ông cũng được chính thức công nhận tại Belize, Cộng hòa Dominica, El Salvador, Guatemala, Haiti, Honduras, và Nicaragua.

### Nhà văn và dịch giả
Leszek Włodzimierz Biały đồng thời là một nhà văn và dịch giả. Ông ra mắt vào năm 1986 với sách dịch The Great Theater of the World của Pedro Calderón de la Barca. Một số sách ông dịch được Tadeusz Kwinta và Tadeusz Słobodzianek chuyển thể kịch bản.
Leszek Włodzimierz Biały là thành viên của Hiệp hội Nhà văn Ba Lan. Năm 2010, tiểu thuyết Źródło Mamerkusa mang lại cho ông Giải thưởng Ra mắt văn học Warsaw.

## Tác phẩm
Sách dịch
- "Zwodziciel z Sewilli" Tirsa de Moliny i "Don Juan" Moliera, Warszawa: Wydawnictwo Uniwersytetu Warszawskiego, 1985, OCLC 839005111.
- Pedro Calderón de la Barca, Wielki teatr świata, Białystok: Białostocki Teatr Lalek, 1989.
- Pedro Calderón de la Barca, Książę Niezłomny, Warszawa: Wydawnictwo Literackie, 1990, ISBN 83-08-02008-9.
- Pedro Calderón de la Barca, Autos sacramentales, Wrocław; Warszawa; Kraków: Zakład Narodowy im. Ossolińskich, 1997, ISBN 83-04-04358-0.
- Tirso de Molina, Dramaty, Wrocław, Kraków: Zakład Narodowy im. Ossolińskich, 1999, ISBN 83-04-04447-1.

Sách
- Dzieje Inkwizycji Hiszpańskiej, Warszawa: Książka i Wiedza, 1989, ISBN 83-05-12129-1.
- Źródło Mamerkusa, Warszawa: Wydawnictwo Nowy Świat, 2010, ISBN 9788373863620.
- Czarny huzar, Gdynia: Novae Res, 2017, ISBN 978-83-8083-449-1.